# Geigenbau Goldfuss
Geigenbau Goldfuss ist eine deutsche Geigenbauwerkstatt in Regensburg.

## Johann Goldfuss
Johann Goldfuss (* 11. Dezember 1908 in Wildstein; † 3. Juli 1970 in Schwandorf) erlernte sein Handwerk bei Mathias Heinicke (1873–1956), der als einer der Hauptvertreter der sächsisch-böhmischen Geigenbauschule gilt. Seine Gesellenwanderschaft führte ihn nach Berlin, Budapest und nach Italien zu Eugenio Degani (1840–1915). Johann Goldfuss arbeitete dann 17 Jahre lang bei Mathias Heinicke und legte auch selbst die Meisterprüfung ab. Während des Zweiten Weltkriegs erfuhr seine Arbeit eine Unterbrechung. Er wurde ausgestellt und geriet in Kriegsgefangenschaft.
Nach seiner Freilassung fand er seine Familie in Schwarzenfeld wieder. Sie war aus der Tschechoslowakei ausgewiesen worden. Johann Goldfuss begann in Pretzabruck sein Handwerk wieder mit ersten Reparaturen von Violinen und eröffnete 1949 in Schwandorf eine Geigenbauwerkstatt. Seiner Frau Katharina gelang es, die zurückgelassenen Werkzeuge in die neue Heimat zu transferieren. Johann Goldfuss baute mehr als 300 Geigen, Bratschen und Violoncelli, die für die hervorragende Ausgewogenheit und den Schmelz ihres Klanges bekannt wurden. Er gründete schließlich die Firma „Geigenbau Goldfuss“, die bis heute besteht. Viele der Instrumente aus seiner Werkstatt werden weltweit in Konzerten gespielt. Johann Goldfuss starb an einem Herzinfarkt.

## Horst Goldfuss
Sein Sohn Horst (* 30. März 1941 in Schwandorf) begann schon 1956 die Lehre bei seinem Vater, die er an der Musikschule Trossingen weiterführte. 1972 legte er die Meisterprüfung in München/Mittenwald ab.
Er setzte den Schwerpunkt seiner Arbeit auf den Cellobau, führte aber auch die Tradition des Vaters fort, Instrumente zu restaurieren. Ein besonderes Anliegen war ihm die Ausbildung von Lehrlingen und Gesellen aus Deutschland, Dänemark, den Niederlanden, Korea und Japan, die er bis zur Meisterprüfung begleitete. 1985 verlagerte Horst Goldfuss (schon zusammen mit Sohn Thomas) den Firmensitz nach Regensburg. Er baute im Laufe der Zeit an die 300 Instrumente.

## Thomas Goldfuss
Enkel Thomas (* 7. Juli 1966 in Schwandorf)  begann seine Ausbildung im väterlichen Betrieb und ergänzte sie bei dem Halsschnitzer Oswald Kunstmann. Während zahlreicher Auslandsaufenthalte in Japan, Korea und den USA erweiterte er seine Kenntnisse und sammelte internationale Erfahrung. 1992 legte er die Meisterprüfung ab.
Zum Instrumentenneubau und der Restaurierung trat nun auch die Anfertigung von Kopien historischer Instrumente. 2005 entwickelte er den neuartigen „Premio“ genannten Cellosteg, der patentrechtlich geschützt ist und von vielen Cellisten gespielt wird. Thomas leitet „Geigenbau Goldfuss“ nun in 3. Generation.

## Auszeichnungen

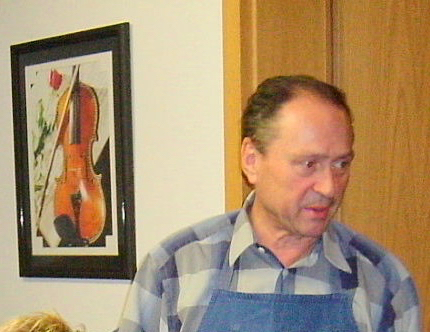
Horst Goldfuss

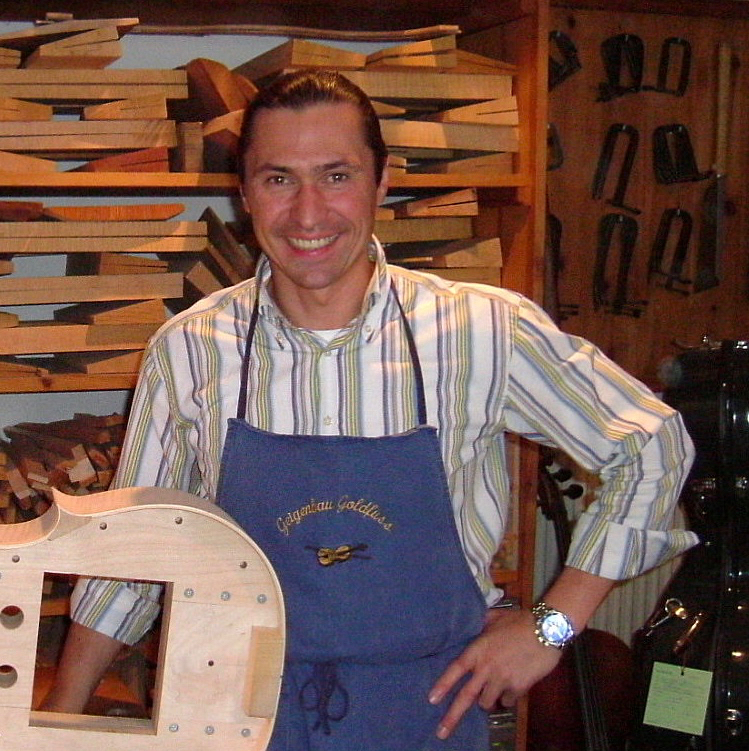
Thomas Goldfuss

### Johann Goldfuss
- 1967 Goldene Medaille Wels/Österreich

### Horst Goldfuss
- 1959 Kammer- und Landessieger im Geigenbauhandwerk
- 1977 Bayerischer Staatspreis in Gold
- 1985 Goldmedaille der Handelskammer Libourne/Frankreich
- 1987 goldene Verdienstmedaille der Grenzlandkammern

### Thomas Goldfuss
- 1994 Goldmedaille „Walter-Stauffer-Preis“ für sein Violoncello (7. internationaler Geigenbauwettbewerb in Cremona/Italien)
- 1994 ebenda: Bronzemedaille der Cello-Wertung und bestes in der Akustik
- 2001 Kultur- und Förderpreis der Sudetendeutschen Landsmannschaft
- 2005 Patent für den Cellosteg „Premio“